# Europium(II)-iodid
Europium(II)-iodid ist eine anorganische chemische Verbindung des Europiums aus der Gruppe der Iodide.

## Gewinnung und Darstellung
Europium(II)-iodid kann durch Reduktion von Europium(III)-iodid mit Wasserstoff bei 350 °C gewonnen werden.
{\displaystyle \mathrm {2\ EuI_{3}+H_{2}\longrightarrow 2\ EuI_{2}+2\ HI} }
Auch die Darstellung durch thermische Zersetzung von Europium(III)-iodid bei 200 °C
{\displaystyle \mathrm {2\ EuI_{3}\longrightarrow 2\ EuI_{2}+I_{2}} }
oder durch Reaktion von Europium mit Quecksilber(II)-iodid ist möglich.
{\displaystyle \mathrm {Eu+HgI_{2}\longrightarrow EuI_{2}+Hg} }
Ebenfalls möglich ist die Reaktion von Europium mit Ammoniumiodid in flüssigem Ammoniak bei −78 °C. Man erhält zunächst das Ammoniakat von Europium(II)-iodid, das dann bei etwa 200 °C im Hochvakuum abgebaut werden kann.
{\displaystyle \mathrm {Eu+2\ NH_{4}I\longrightarrow EuI_{2}+2\ NH_{3}+H_{2}} }
Europium(II)-iodid auch durch direkte Reaktion von Europium mit Iod gewonnen werden.
{\displaystyle \mathrm {Eu+I_{2}\longrightarrow EuI_{2}} }

## Eigenschaften
Europium(II)-iodid ist ein fast weißer Feststoff, der äußerst hygroskopisch ist und nur unter sorgfältig getrocknetem Schutzgas oder im Hochvakuum aufbewahrt und gehandhabt werden kann. An Luft geht er unter Feuchtigkeitsaufnahme in Hydrate über, die aber instabil sind und sich mehr oder weniger rasch unter Wasserstoff-Entwicklung in Oxidiodide verwandeln. Mit Wasser spielen sich diese Vorgänge noch sehr viel schneller ab. Erhitzt man sie an Luft entsteht über eine Zwischenstufe Europium(III)-oxidiodid. Die Verbindung besitzt eine monokline Kristallstruktur. Bei niedrigen Temperaturen ist auch eine Modifikation bekannt, die eine orthorhombischer Kristallstruktur mit der Raumgruppe Pnma (Raumgruppen-Nr. 62) besitzt und isotyp zu der von Strontiumiodid ist.